# Église Saint-Martin de Souvigny-en-Sologne
L'église Saint-Martin est une église catholique édifiée au XIIe siècle, située à Souvigny-en-Sologne, dans le département de Loir-et-Cher, en France.

## Localisation
L'église est située dans le diocèse de Blois et fait partie du groupement inter-paroissiale de Lamotte-Beuvron, Vouzon, Chaon, Souvigny-en-Sologne, Saint-Viâtre et Marcilly-en-Gault.

## Historique
L'église de Souvigny-en-Sologne date du XIIe siècle.

## Galerie photographique

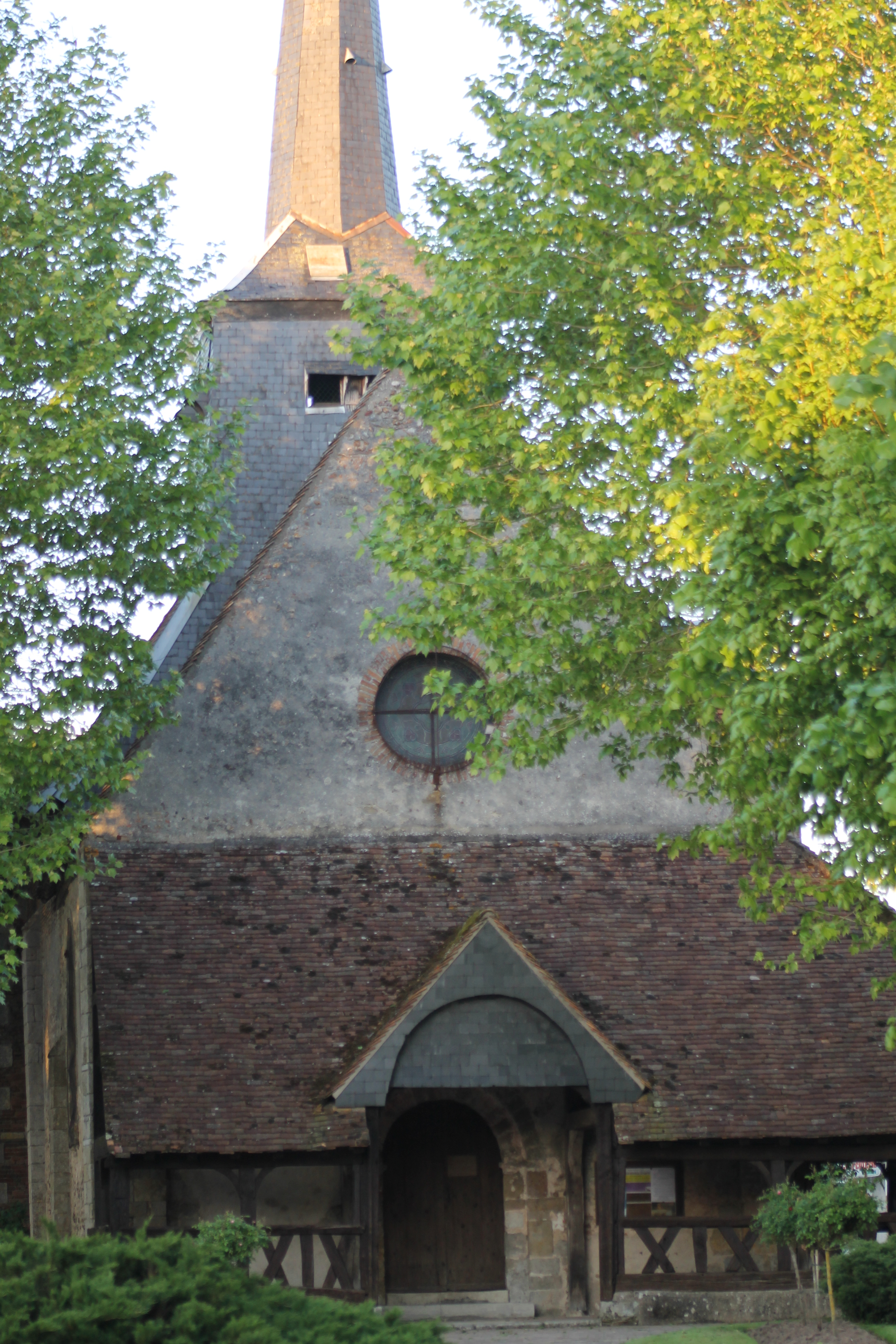
Le caquetoir.
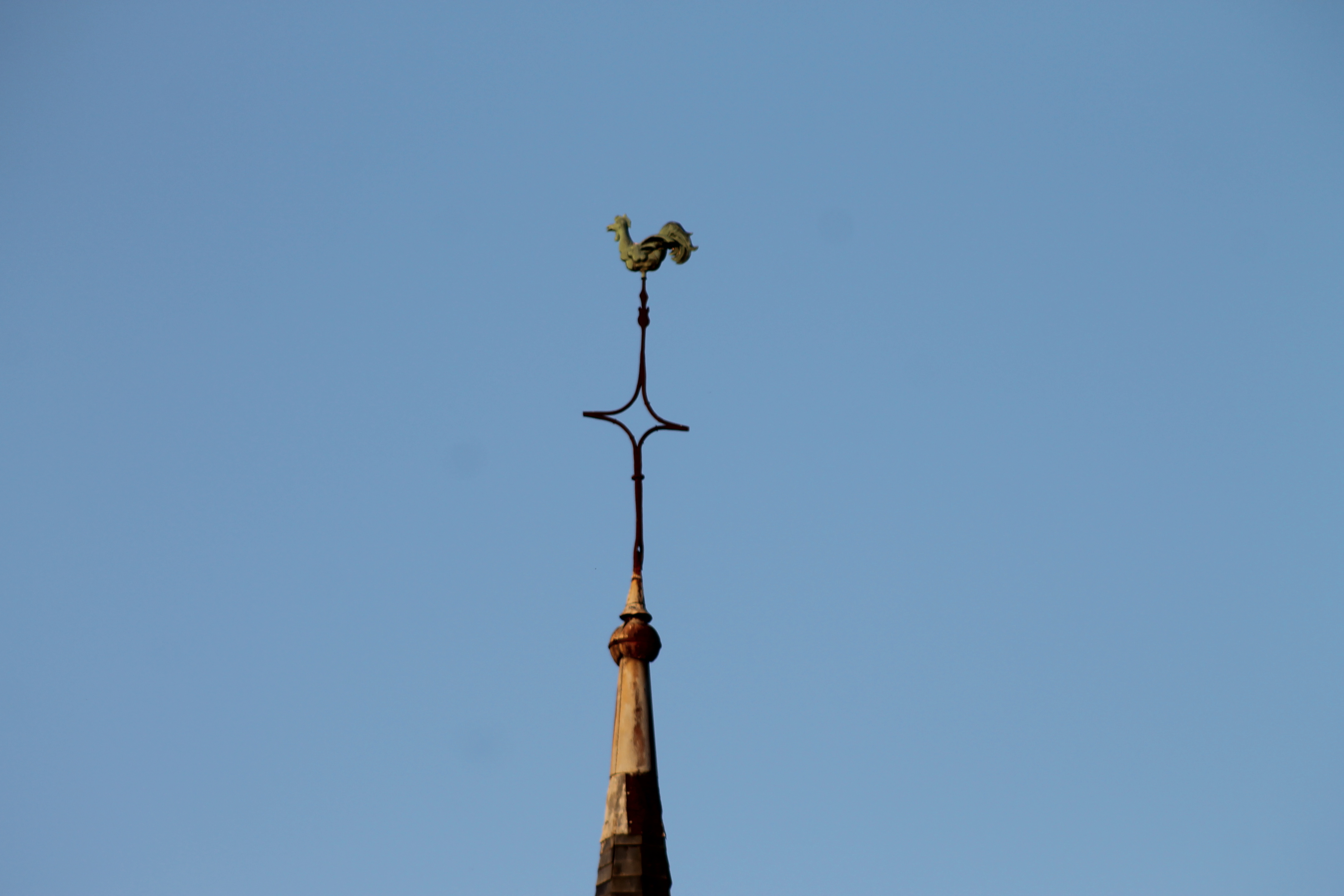
La croix et le coq.